# Juan Muñoz Vargas
Juan Muñoz Vargas (Madrid, 1835 - id., 1919) fue un político y militar español. Era miembro del Partido Liberal y secretario de Francisco Serrano Domínguez. Fue diputado por el distrito electoral de Nava del Rey (provincia de Valladolid) en las elecciones de 1871, 1876, 1879, por Valencia en las elecciones de 1881, por el de Lucena del Cid en las elecciones de 1884, 1886, 1891 y 1896. Fue ministro de Ultramar interino entre el 27 de noviembre y el 6 de diciembre de 1891 en ausencia de Francisco Romero Robledo. En julio de 1892 renunció al escaño cuando fue nombrado general de división.